# Matrikel

Erste Seite des Matrikelbuchs der Freien Universität Berlin von 1948

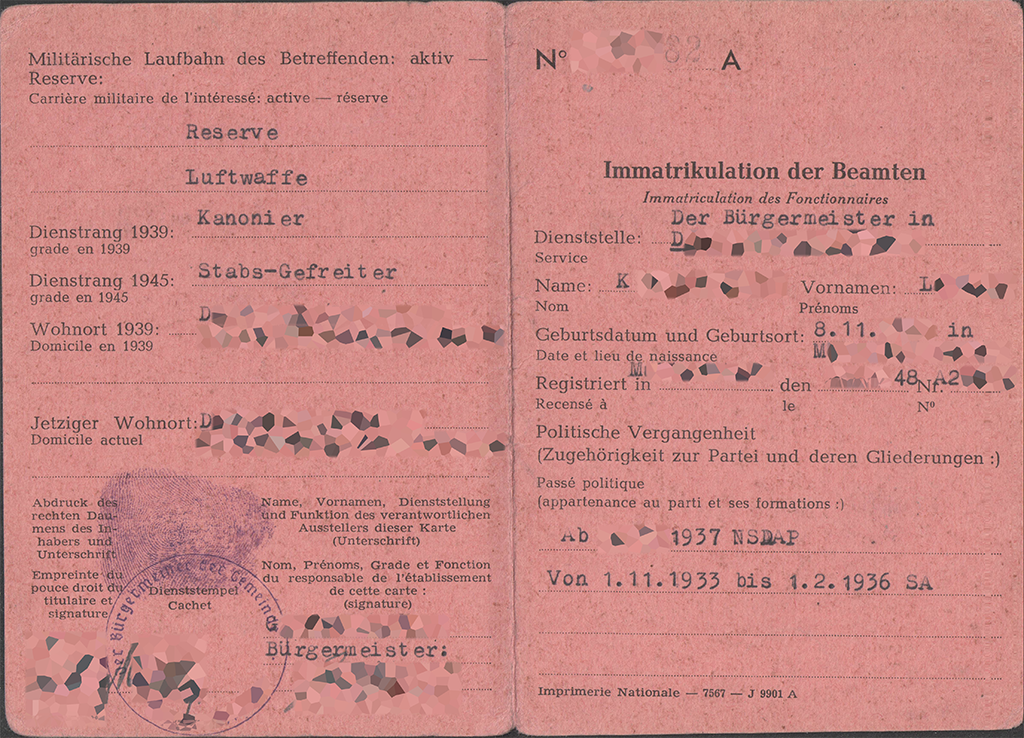
Immatrikulationskarte für einen Beamten in Rheinland-Pfalz mit Vermerken über die Entscheidung der französischen Bereinigungskommission, Außenseite

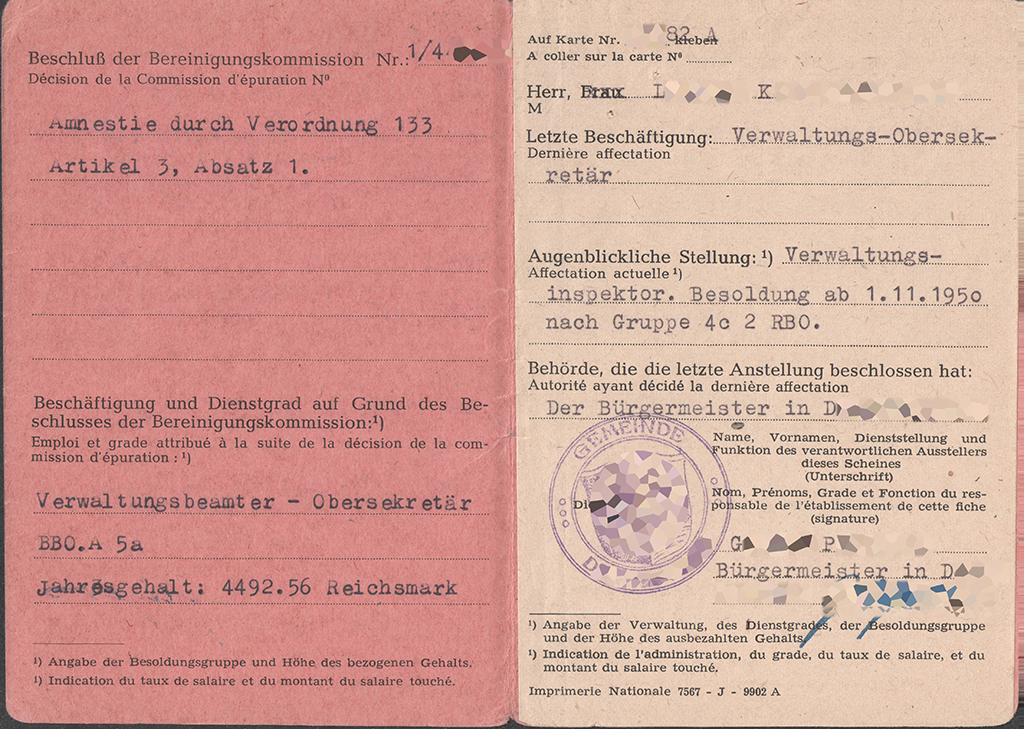
Innenseite und Einlegeblatt

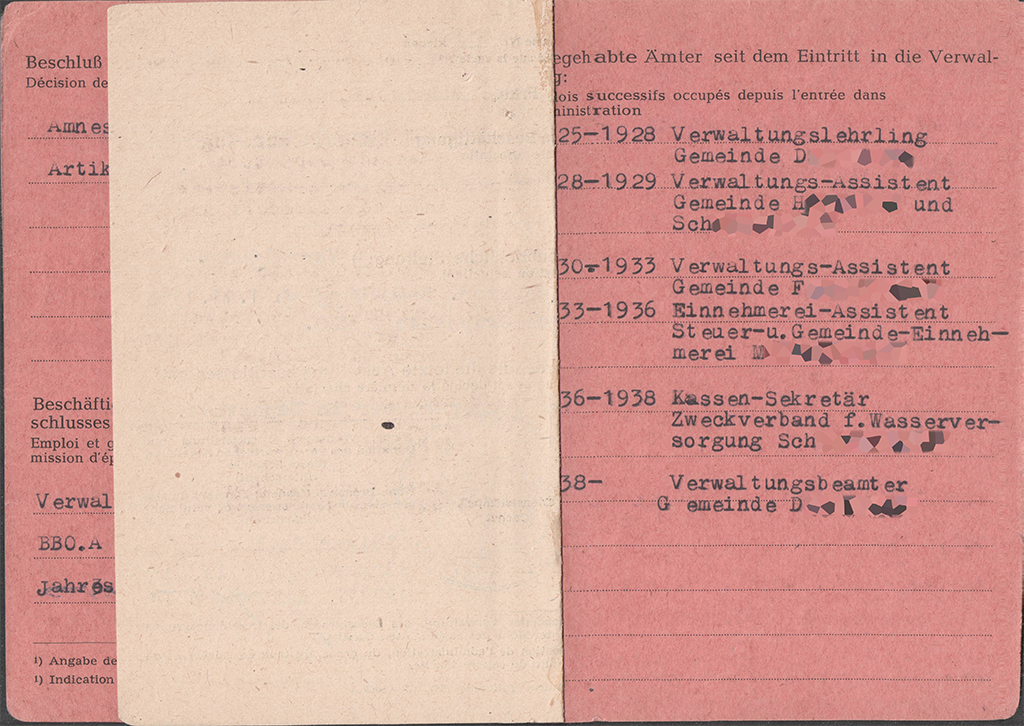
Innenseite rechts

Eine Matrikel (Stammrolle) ist ein öffentliches Verzeichnis. Der Begriff ist abgeleitet vom lateinischen matricula (Liste, Schriftrolle).

## Verwendung
Historisch geht die Bedeutung auf das Metroon in Athen zurück. In diesem Tempel der Göttermutter, der Meter Theon (Μήτηρ Θεῶν) auf der Agora von Athen, wurde das athenische Staatsarchiv aufbewahrt. Die Begriffe Immatrikulation und Exmatrikulation leiten sich daraus ab.
- Die Adelsmatrikel ist das Verzeichnis von Personen oder Familien, die zum Zwecke der Nachweisbarkeit der Adelseigenschaft angelegt wurde (siehe auch Wappenrolle)
- Die Reichsmatrikel war ein Verzeichnis der Reichsstände des Heiligen Römischen Reiches, in dem deren für das Reichsheer zu stellenden Truppen in genauen Zahlen und/oder die finanziellen Leistungen für den Unterhalt des Heeres festgehalten wurden.
- Die Universitätsmatrikel ist das Verzeichnis der Mitglieder einer Universität. Diese werden dort anhand von Matrikelnummern identifiziert. An vielen Universitäten können sich auch Vereinigungen von Mitgliedern der Universität in die Matrikel eintragen lassen. Die individuelle Registrierung als universitätszugehörige Person bedeutete im europäischen Mittelalter und in der Frühen Neuzeit die neue Zugehörigkeit zu einer anderen Gerichtsbarkeit. Die ältesten erhaltenen Matrikeln stammen aus den Universitäten in Bologna (1289), Heidelberg und Wien.
- Die Pfarrmatrikel als Kirchenbuch (in Österreich Pfarrmatriken) ist ein Verzeichnis aller Taufen, Trauungen und Sterbefälle in einer Pfarrei bzw. einem Kirchspiel. Zeugnisse für Taufmatrikeln aus West- und Südeuropa gibt es vereinzelt seit dem Frühmittelalter. Obwohl das Decretum Gratiani (1140) eine Forderung nach Taufmatrikeln enthält, werden kirchenbuchartige Aufzeichnungen erst im 15. Jahrhundert häufiger. Seit Reformation und Tridentinum wird die Führung von Pfarrmatrikeln verpflichtend.
- Die Mitgliederlisten von genossenschaftlich organisierten Gruppen wie Zünften und religiösen Korporationen (vgl. auch Bayerisches Judenedikt von 1813) wurden ebenfalls als Matrikel bezeichnet. Dabei war der Eintrag in die Matrikel die Voraussetzung für die Berufsausübung wie bei der matricola dei Notai del comune in Bologna seit der Mitte des 13. Jahrhunderts.[1]
- Zeitweise wurden auch die Beamten in Deutschland in eine Matrikel aufgenommen.
- Eintragungen ins Grundbuch werden als Immatrikulation bezeichnet.
- Die Immatrikulation eines Schiffes wird im Schiffsregister festgehalten.
- In der Schweiz wird die Registrierung bzw. amtliche Zulassung von Kraft-, Eisenbahn- und Luftfahrzeugen sowie von Booten als Immatrikulation bezeichnet, vgl. Zulassung von Fahrzeugen zum Straßenverkehr.
- In den Weihematrikeln werden die kirchlichen niederen (nichtsakramentale Beauftragungen ohne Handauflegung) und höheren Weihen (sakramentale Diakonen-, Priester- und Bischofsweihen) verzeichnet.